# ポール＝クロード・ラカミエ
ポール＝クロード・ラカミエ（Paul-Claude Racamier、1924年5月20日ドゥー県 - 1996年8月18日ブザンソン）は、フランスの精神科医、精神分析学者。倒錯的自己愛の研究で知られている。また、「インセスチュエル」の概念を理論化し、実際の性的な行為が行われなかったにもかかわらず、近親相姦の特徴を持った関係性があることを見出した。ラカミエは1952年に精神科医となった。